# 禁果

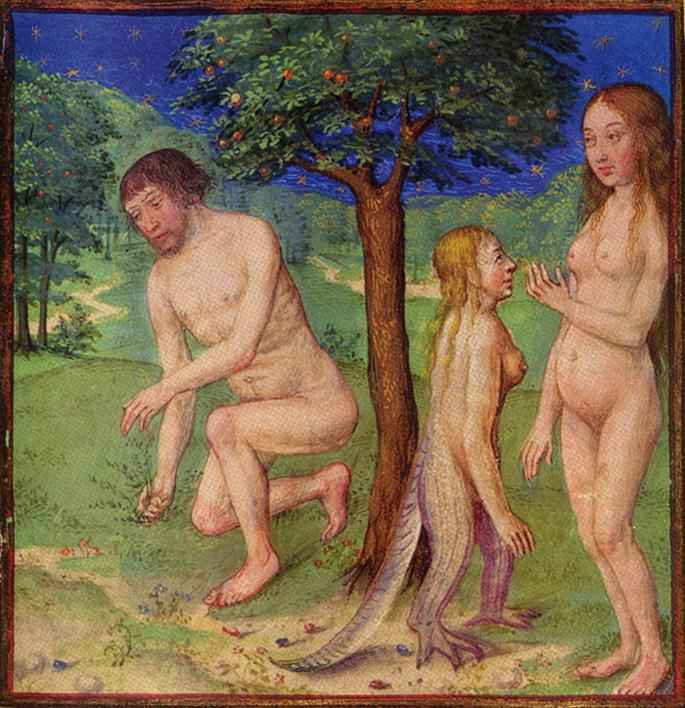
莉莉斯（或撒旦）在引誘夏娃吃禁果

禁果是在《聖經》中伊甸園「知善惡樹」上結的果實。舊約創世紀記載，上帝對亞當及夏娃說園中樹上的果子都可以吃，唯「知善惡樹」的果子“不可吃”，否則他們便會死。最後夏娃受魔鬼（蛇）引誘，不顧上帝的吩咐吃了禁果，又把禁果給亞當吃了，上帝便把他們趕出伊甸園。偷食禁果被認為是人類的原罪及一切其它罪惡的開端。

## 《聖經》記述
《创世纪》第2章叙述了第一个男人和女人，亚当和夏娃，在伊甸园里。他们可以吃隨意吃各種果子，但唯獨不能吃知善惡樹上的果子：
|                 | 耶和華吩咐他說，園中各樣樹上的果子，你可以隨意喫。只是分別善惡樹上的果子，你不可喫，因爲你喫的日子必定死。 |
| ——創世紀2:16-17 | |

在《创世纪》第3章，蛇引诱了女人：
|               | 蛇對女人說：「你們不一定死，因爲神知道，你們喫的日子眼睛就明亮了，你們便如神能知道善惡。」 |
| ——創世紀3:4-5 |                                                                                            |

女人就吃了禁果，還把禁果分给亞當吃了。起初二人赤身露體，並不羞恥；但吃過禁果後，他们便馬上意识到自己「赤裸」。他們害怕被看見赤身露體，便拿無花果樹的葉子作衣服，上帝接近时便躲藏起来。神咒诅了蛇，也咒诅女人，将男女从园中赶出，也使他們不再永生。

## 《古蘭經》記述
《古兰经·高处（艾耳拉弗）》7:19描述了阿丹和他的妻子在天堂里可以吃到園裏的各種食物，唯獨不能吃其中一棵樹上的果子，否則他們就會變成不義者。
《高处（艾耳拉弗）》7:20–22描述了撒但教唆阿丹和他的妻子。他們吃了那棵樹的果實，有了羞耻感，於是用樹葉來遮擋陰部。
|               | ……他俩的主喊叫他俩说：“难道我没有禁止你俩吃那棵树的果实吗？难道我没有对你俩说过，恶魔确是你俩的明敌吗？” |
| ——古兰经 7:22 | |

## 後果
根據《聖經》，在二人進食禁果後，上帝對蛇、男人及女人有以下的懲罰：
- 蛇“必受咒詛”，從此要用肚子行走及終生吃土；後裔要與女人的後裔彼此為仇，女人的後裔要傷牠的頭，而牠則要傷她們的腳跟（創3:14-15）；
- 女人懷胎的苦楚加增，生產時要受苦楚；要戀慕丈夫，及被丈夫管轄（創3:16）；
- 男人則要受咒詛，要汗流滿面才得糊口，直到他歸了土；從此需終身勞苦才能從田地裏得到食物，而地會長出荊棘和蒺藜（創3:17-19）；
- 為防他們在此之後摘取及進食生命樹的果子以獲永生的罪，便將他們趕出伊甸園；又在伊甸園的東邊安設基路伯及四面轉動會發火焰的劍，以把守前往生命樹的道路（創3:22-24）。

## 禁果的品種
「果」在希伯來語中稱為‎（pərî ）。《聖經》中並無明言禁果是什麼水果與長得什麼樣式。畢竟實際上只在伊甸園生長的話，是不會存在於凡間的。在西欧，人们通常认为禁果的比喻是蘋果。因为拉丁文的意为邪恶，而希腊文的则意为苹果，所以人们将其相關聯。猶太教不同拉比对《圣经》的不同诠释，推測禁果可能是長得很像葡萄、無花果、香櫞、石榴，甚至可能是小麥。
部份基督徒認為吃禁果在基督教上，意味著背叛及不信靠他們的神。

## 禁果一詞的當代用法
現代人常以禁果比喻渴望得到但不能，或很難得到的事物。或很想做但明知不道德、不應該或做了會受到懲罰的事情。现代文学中也经常以“偷食禁果”来喻称年轻男女间发生婚前性行為。